# Les Fresques de Piero della Francesca

Les Fresques de Piero della Francesca, H 352, est une œuvre pour orchestre symphonique de Bohuslav Martinů composée en 1955.
Elle rend hommage aux fresques La Légende de la Vraie Croix de Piero della Francesca, que Bohuslav Martinů avait pu admirer à Arezzo en 1954. Il s'inspire plus particulièrement de La Rencontre de la reine de Saba et du roi Salomon et du Rêve de l'empereur Constantin, privilégiant une ambiance onirique, chatoyante et fastueuse.
Il en achève la composition à Nice en 1955, et les Fresques sont créées à Salzbourg le 26 août 1956 par l'orchestre philharmonique de Vienne dirigé par Rafael Kubelik à qui l'œuvre est dédiée.

## Orchestration
Composées pour grand orchestre symphonique, l'œuvre se divise en trois mouvements pour une durée totale approximativement de vingt minutes.
1. Andante poco moderato
2. Adagio
3. Poco allegro

| Instrumentation des Fresques de Piero della Francesca                                               |
| Cordes                                                                                              |
| premiers violons, seconds violons, altos, violoncelles, contrebasses, harpe.                        |
| Bois                                                                                                |
| 1 piccolo, 3 flûtes, 3 hautbois, le 3e jouant du cor anglais, 3 clarinettes si♭, 3 bassons.         |
| Cuivres                                                                                             |
| 4 cors, 3 trompettes en ut, 3 trombones, 1 tuba                                                     |
| Percussions (4 joueurs)                                                                             |
| timbales, xylophone, tambour sans chaîne, caisse claire, grosse caisse, triangle, cymbales, tam-tam |

## Discographie sélective
- Orchestre philharmonique de Vienne dirigé par Rafael Kubelik, le 26 août 1956 (création mondiale - Orfeo).
- Orchestre philharmonique royal dirigé par Rafael Kubelik en 1958 (EMI).
- Orchestre philharmonique tchèque dirigé par Karel Ančerl en 1959 (Supraphon).
- Orchestre de la Suisse romande dirigé par Ernest Ansermet (Cascavelle).
- Orchestre symphonique de la radio de Prague dirigé par Charles Mackerras en 1982 (Supraphon).
- Orchestre national de France dirigé par James Conlon en 1991 (Erato).
- Orchestre symphonique de la radio de Prague dirigé par Vladimír Válek en 1993 (Praga).
- Orchestre symphonique de la BBC dirigé par Andrew Davis (Warner).
- Orchestre symphonique de Bâle dirigé par Vladimir Ashkenazy en 2009 (Ondine).